# 荷屬聖馬丁國旗
荷屬聖馬丁國旗是荷蘭海外構成國聖馬丁島之荷屬聖馬丁的旗幟。該旗幟於1985年 6月13日通過啟用，由羅塞爾·理查森設計。由白色三角形以及兩條水平的紅色和藍色條紋組成，上面印有該國的國徽。自2010年10月10日荷屬安的列斯群島解體以來，它一直是該構成國使用的唯一國旗。